# キュレネ派
キュレネ派（またはキレネ派, 英: Cyrenaics）とは、紀元前4世紀・ヘレニズム期に起こった極端な快楽主義哲学の学派。小ソクラテス学派の一つ。アリスティッポスまたは同名の孫（小アリスティッポス）が作った。その名前は、アリスティッポスの出生地である北アフリカのキュレネに由来する。

## 哲学
キュレネ派は、快楽こそ最高の善であると主張した。ここで言う快楽とは主として肉体の満足という意味の快楽で、それは精神的な快楽以上に強く、また選択の価値があるものと考えた。さらにキュレネ派は、快楽を長く保つために当面の快楽を先延ばしにすることを否定した。こうした点において、キュレネ派はエピクロス派とは異なる。
キュレネ派はまた認識に対する懐疑主義的な理論でも知られている。キュレネ派は、人間は確実に当面の感覚＝経験を得ることはできるが、その感覚を引き起こす対象の本質については何もわからないと考える（たとえば、蜂蜜をなめて「甘い」と感じることはできるが「蜂蜜が甘い」かどうかはわからない）。さらに、他人の経験も似たようなものだと考えることも否定した。
快楽主義者としてのキュレネ派は、快楽こそ人生の唯一の善で、苦痛は悪だと信じていた。他の哲学同様、キュレネ派は自然に従って生きることが良いことだと信じていた。徳こそ人間の唯一の善という立場を取っていたソクラテスでさえ、ある程度は快楽の有益性を認め、幸せを道徳的行動の副次的な目的としていて、アリスティッポスとその弟子たちはそれに飛びつき、快楽を万物の中の最重要な要素とし、美徳は本源的な価値はないものとした。キュレネ派は、当面の感覚こそ認識のすべてと考え、論理的・物理的な科学は役に立たないと考えた（プロタゴラス参照）。感覚は（1）純粋に主観的な、（2）それが暴力的であれば不快な・安らかなものであれば普通の・穏やかなものであれば楽しい「運動」だった。さらに感覚はまったく個人的なもので、いかなる方法でも、完全な対象の認識として説明できるものではないとした。それゆえ、漠然とした感情は認識および行為に等しい唯一の尺度であり、その気持ちを抱かされた我々の状態だけが認識できる。このようにキュレネ派はソフィストたちの批判的懐疑主義をさらに超えて、全人類のためのただ一つの普遍的目的を推論した。さらに、全ての感情は刹那的で等質的であり、そこから（1）過去と未来の快楽は我々にとって本当の実在ではない、（2）現在の快楽の中に穏やかであるとか激しいとかの区別はない、という結論を導いた。ソクラテスは知性の高次の快楽について語ったが、キュレネ派はそうした区別は妥当でないと否定して、より単純でより激しいものとして、肉体的な快楽が望ましいと主張した。瞬間的な快楽、それもなるべくなら世俗的な種類の快楽が、人間にとって唯一の善であるとした。
それでも、苦痛よりも刹那的な快楽を引き起こす行為があることをアリスティッポスは認めざるを得なかった。この事実はアリスティッポスにとって善悪の慣習的な区別の基礎であり、その意味でアリスティッポスは、法と習慣を遵守すべきという立場であった。そして、それはキュレネ派の快楽主義の発展を実現すべき最重要なものの1つであった。しかし、人生に対するあらゆる快楽主義的な理論に反対する人々は、そうしたキュレネ派の社会的義務に関する認識と、愛他的な感情の快楽主義的な価値を見落とすことがよくある。近現代の主要な功利主義者たち同様に、キュレネ派は善悪に関する一般の判断への精神的な不信、そうした区別のすべてはただ法と習慣にのみ基づくという確たる信念、快楽を求める賢者は一般に悪や不正と呼ばれるものを必然的に自制しなければならないという揺るぎない原理を結合した。ジェレミー・ベンサム、コンスタンタン＝フランソワ・シャスブーフ（Constantin-François Chassebœuf）、さらにウィリアム・ペイリー（William Paley）といった人々の学説で重要な位置を占めるこの概念は、明らかに後のキュレネ派にとって、すべての事象において最重要なものだった。

## キュレネ派の哲学者
- アリスティッポス
- キュレネのアレテ - アリスティッポスの娘。
- 小アリスティッポス（英語版） - アレテの息子。アリスティッポスの外孫。
- アンニケリス（英語版） - プラトンの知人。
- キュレネのアンティパトロス（英語版） - 盲目の哲学者。
- キュレネのヘゲシアス - 死の説得者。
- エウヘメロス - 無神論者。
- テオドロス - 無神論者。